# Coelioxys hirsutissima
Coelioxys hirsutissima är en biart som beskrevs av Cockerell 1912. Coelioxys hirsutissima ingår i släktet kägelbin, och familjen buksamlarbin. Inga underarter finns listade i Catalogue of Life.